# ميار شريف
ميار شريف أحمد عبد العزيز، من مواليد القاهرة 5 مايو عام 1996، وهي لاعبة تنس مصرية محترفة تحتل المرتبة 72 في تصنيف رابطة محترفات التنس الصادر في 4 أكتوبر 2021، و في الزوجي 145، وفازت ميار بثمانية ألقاب فردية وستة ألقاب زوجي في حلبة ITF للسيدات.
لعبت لصالح مصر في كأس فيد، وسجلت فوز/خسارة 10-14،  و فازت ميار بدورة الألعاب الإفريقية لعام 2019، وستشارك في أولمبياد طوكيو 2020، بشرط أن تكون ضمن تصنيف أفضل 300 لاعب في الأول من يوليو عام 2020.
درست ميار في جامعة ببردين والتي تقع بالقرب من ماليبو (كاليفورنيا)، وحصلت على درجة البكالوريوس في الطب الرياضي عام 2018
وكانت جزء من فريق لاعبات التنس النسائي بالجامعة، وكانت تلعب لصالح Pepperdine Waves

## الألعاب الأولمبية الصيفية 2020
شاركت مصر بلاعبيّ تنس في أولمبياد طوكيو 2020 لأول مرة في تاريخها الأولمبي؛ ميار شريف ومحمد صفوت، وذلك بتحقيقهما ذهبية منافسات فردي الرجال والسيدات على الترتيب في الألعاب الأفريقية 2019 في الرباط، المغرب.
| الرياضيّ/ة | الحدث                             | دور الـ64                                 | دور الـ32     | دور الـ16     | ربع النهائي   | نصف النهائي   | النهائي / م.ب. | النهائي / م.ب. |
| الرياضيّ/ة | الحدث                             | الخصم النتيجة                             | الخصم النتيجة | الخصم النتيجة | الخصم النتيجة | الخصم النتيجة | الخصم النتيجة  | الترتيب        |
| --------- | --------------------------------- | ----------------------------------------- | ------------- | ------------- | ------------- | ------------- | -------------- | -------------- |
| ميار شريف | التنس – فردي السيدات [الإنجليزية] | ريبيكا بيترسون (السويد) · خ 5–7, 6–7(1–7) | لم تتأهل      | لم تتأهل      | لم تتأهل      | لم تتأهل      | لم تتأهل       | لم تتأهل       |

## روابط خارجية
- ميار شريف على موقع رابطة محترفات التنس (الإنجليزية)
- ميار شريف على موقع الاتحاد الدولي لكرة المضرب (الإنجليزية)
- ميار شريف على موقع كأس بيلي جين كينغ (الإنجليزية)
- ميار شريف على موقع بطولة ويمبلدون (الإنجليزية)
- ميار شريف على موقع خلاصة التنس.كوم (الإنجليزية)
- ميار شريف على موقع إي إس بي إن.كوم (الإنجليزية)
- ميار شريف على موقع اللجنة الأولمبية الدولية (الإنجليزية)
- ميار شريف على موقع أوليمبيديا (الإنجليزية)